# Timir Pineguin
Timir Pineguin (en ruso: Тимир Пинегин; 12 de junio de 1927-31 de enero de 2013) fue un deportista soviético que compitió en vela en las clases Star y Soling.
Participó en cinco Juegos Olímpicos de Verano entre los años 1956 y 1972, obteniendo una medalla de oro en Roma 1960 en la clase Star. Ganó tres medallas en el Campeonato Europeo de Star entre los años 1961 y 1966, y una medalla en el Campeonato Europeo de Soling de 1971.

## Palmarés internacional
| Juegos Olímpicos   | Juegos Olímpicos | Juegos Olímpicos  | Juegos Olímpicos |
| Año                | Lugar            | Medalla           | Clase            |
| ------------------ | ---------------- | ----------------- | ---------------- |
| 1960               | Roma (Italia)    | Medalla de oro    | Star             |
| Campeonato Europeo |                  |                   |                  |
| Año                | Lugar            | Medalla           | Clase            |
| 1961               | Kiel (RFA)       | Medalla de bronce | Star             |
| 1964               | ND               | Medalla de oro    | Star             |
| 1966               | Varberg (Suecia) | Medalla de plata  | Star             |

| Campeonato Europeo | Campeonato Europeo | Campeonato Europeo | Campeonato Europeo |
| Año                | Lugar              | Medalla            | Clase              |
| ------------------ | ------------------ | ------------------ | ------------------ |
| 1971               | Travemünde (RFA)   | Medalla de plata   | Soling             |